# Ruta 4 (Uruguai)
A Ruta 4 (também designada como Ruta Andrés Artigas) é uma rodovia do Uruguai que liga a Ruta 5, no departamento de Durazno, a Ruta 30, perto da cidade de Artigas, passando também pelos departamentos de Río Negro, Paysandú e Salto. Foi nomeada pela lei 14361, de 17 de abril de 1975, em homenagem a Andrés Artigas, caudilho das Províncias Unidas do Rio da Prata. Em seu estado atual, a rodovia é formada por três trechos principais descontinuados.